# توفان (کتاب)
توفان نام یک کتاب ادبی است که توسط آنتوان چخوف، نویسندهٔ اهل روسیه نوشته شده‌است. این کتاب یکی از آثار مشهور ادبی جهان است.